# ماگلیچ (صربستان)
ماگلیچ (به صربی: Maglić) یک منطقهٔ مسکونی در صربستان است که در Bački Petrovac Municipality واقع شده‌است. ماگلیچ ۲٬۶۹۵ نفر جمعیت دارد.